# Могила воина
«Могила воина» — историческая повесть русского писателя-эмигранта Марка Алданова, впервые изданная в 1939 году. Один из её главных героев — Джордж Байрон.

## Сюжет
Действие повести происходит в 1820-е годы в Англии, Италии, Греции. Один из её главных героев — Джордж Байрон, уставший от поэзии и романтизма и отправляющийся в Грецию, чтобы там заняться, наконец, настоящим делом — возглавить восстание против турок. Его комическим двойником является полицейский осведомитель, примкнувший к восстанию в интересах службы и не испытывающий в связи с этим никаких угрызений совести. Название повести основано на цитате из стихотворения Байрона. В «Могиле воина» действуют также русский император Александр I, король Великобритании Георг IV, герцог Веллингтон, виконт Каслри.
Алданов дал повести подзаголовок «Сказка о мудрости». Под «сказкой» он в этом случае понимал жанр, для которого характерны «отрывочность, сухость психологического рисунка и подчинение всего общей идее».

## Публикация и оценки
«Могила воина» была впервые опубликована в парижском журнале «Русские записки» (№ 13, 15 и 16 за 1939 год). На родине писателя её впервые издали в 1995 году. Литературовед Андрей Чернышёв отметил, что финальные сцены написаны «блистательно»; наиболее близким к образу Байрона, по его мнению, оказался образ Александра I — человека, неудовлетворённого жизнью и пытающегося понять, что важнее — расширение России, свобода или спасение души.